# 15742 Laurabassi
15742 Laurabassi eller 1991 LB4 är en asteroid i huvudbältet som upptäcktes den 6 juni 1991 av den belgiske astronomen Eric W. Elst vid La Silla-observatoriet. Den är uppkallad efter den italienska fysikern Laura Bassi.
Asteroiden har en diameter på ungefär 5 kilometer.